# ستيفن كابلان (بروفيسور)
ستيفن كابلان أستاذ اللغة الإنجليزية والمستشار السابق الذي شغل منصب رئيس جامعة نيو هافن منذ عام 2004.

## السيرة الذاتية
ستيفن كابلان هو الرئيس السادس لجامعة نيو هافن وتم افتتاحها في 30 سبتمبر 2005. يتكون طاقم عمله من وسكرتير الجامعة ومساعده وسكرتير تنفيذي.
قبل توليه منصبه في الأمم المتحدة ، كان كابلان مستشارًا وأستاذًا للغة الإنجليزية في كلية جامعة فيرجينيا في وايز.
بدأ حياته المهنية في التعليم عام 1982 في جامعة ميريلاند ، القسم الأوروبي. شغل منصب محاضر في الدراسات الأمريكية في جامعة إيبرهارد كارلس في ألمانيا من 1985 إلى 1989 ، وبعد أن أكمل دراسات الدكتوراه هناك ، عاد إلى الولايات المتحدة للتدريس في جامعة جنوب كولورادو (الآن جامعة ولاية كولورادو في بويبلو). شغل لاحقًا مناصب كرئيس لقسم اللغة الإنجليزية ومدير مركز الدراسات الدولية. استمرت أدواره القيادية الأكاديمية كعميد للفنون والعلوم الإنسانية في جامعة ولاية نيويورككلية بافالو وعميد كلية الآداب والعلوم الليبرالية في جامعة بتلر.
في عام 2011 ، حصل على جائزة ويليام إم بورك الرئاسية للتعليم التجريبي من قبل الجمعية الوطنية للتعليم التجريبي